# Districte de Nasik
El districte de Nasik o Nashik és una divisió administrativa de Maharashtra, Índia, amb capital a la ciutat de Nasik o Nashik. Té una superfície de 15.530 km² i una població segons el cens del 2001 de 4.993.796 habitants. Est creuat per la serralada Sahyadri dels Ghats Occidentals; els rius principals són el Daman Ganga. Godavari (que neix al districte), Kadwa, Darna, Girna, Mosam i Tapti.

## Administració
Està format per quatre subdivisions i quinze talukes:
- Nashik
  - Dindori
  - Igatpuri
  - Nashik
  - Nashik Road
  - Peint
  - Trimbakeshwar
- Malegaon
  - Chandwad
  - Malegaon
  - Nandgaon
- Niphad 
  - Niphad
  - Sinnar
  - Yeola
- Kalwan
  - Deola
  - Kalwan
  - Baglan
  - Satana
  - Surgana

I per quinze blocs (blocks) de desenvolupament:
- Baglan
- Chandwad
- Dindori
- Igatpuri
- Kalwan
- Malegaon
- Nandgaon
- Nashik
- Niphad
- Peth
- Sinnar
- Surgana
- Yeola
- Trimbak

Surgana, Peth, Igatpuri, Kalwan, Baglan, Dindori, Trimbakeshwar i Nashik són blocs tribals.
Al districte hi ha dos corporacions municipals (Nasik i Malegaon) i 8 municipalitats (consells municipals) que són Manmad, Yeola, Bhagur, Trimbak, Igatpuri, Satana, Nandgaon i Sinnar; Campament militar (Cantonment) hi ha només el de Deolali. Els municipis de Sinnar, Trimbak i Igatpuri foren creats al segle xix (1860, 1854 i 1868), així com els de Nasik i Malegaon, i la resta al segle xx. La corporació municipal de Nasik fou creada el 1982 i la de Malegaon el 2001; aquesta darrera té una població (cens del 2001) de 409.402 habitants i Nasik d'1.077.236 (2001); cap dels altres municipis arriba a cent mil habitants.

## Llocs interessants
- Trimbakeshwar un dels 12 Jyotirlingas
- Vani o Sapta Shrungi
- Muktidham
- Temple Kalaram
- Ozar
- Kalsubai
- Someshwar
- Mangi Tungi
- Devlali
- Festival Kumbh Mela, delebrat al districte cada 12 anys

## Història
Del segle ii aC al II dC va estar sota els andhres budistes i la capital hauria estat a Paithan, no gaire lluny al sud de Nasik. Entre altres dinasties hindús hi van governar els chalukyes, els rathors rajputs i els yadaves de Chandor i Deogiri.
El període musulmà es va iniciar el 1295; el territori va estar sota els governadors musulmans de Deogiri (Daulatabad) dependents del sultanat de Delhi, del sultanat bahmànida de Gulbarga, dels nizamshàhides d'Ahmednagar, i des de 1636 dels mogols de Delhi. Sota aquestos darrers formà part de la suba d'Aurangabad. Els marathes se'n van apoderar el 1760 i va estar en els dominis del peshwa fins a la seva deposició el 1818 quan el territori fou annexionat pels britànics.
El territori del futur districte fou inclòs en els districtes de Khandesh i d'Ahmednagar. El 1837-38, parts del districte d'Ahmednagar (Sinnar, Chandvad, Dindori, Nasik incloent Igatpuri i l'estat de Peint) van formar un subcol·lectorat dins Ahmednagar, però la nova entitat fou abolida el 1856. El 1843 hi va haver disturbis per la suposada mort d'unes vaques per estrangers a la ciutat de Nasik; el 1857 els rohilles, àrabs i bhils van participar en la revolta manats per Baghoji.
El 1869 Nasik fou erigida en districte dins de la presidència de Bombai, a la divisió Central, amb una superfície de 15.151 km². La part occidental era anomenada Dang i la part sud Desh, i mentre la primera era muntanyosa la segona era plana i fèrtil. El van formar 8 subdivisions del districte d'Ahmednagar (Nasik, Sinnar, Igatpuri, Dindori, Chandor, Niphad, Yeola i Akola) i tres del districte de Khandesh (Nandgaon, Malegaon i Baglan) a més de l'estat de Peint (poc després la taluka d'Akola fou retornada a Ahmednagar). El 1875 Peint va esdevenir territori brit[anic i fou convertida en subdivisió el 1878. No hi va haver més canvis fins després de la independència índia. El districte tenia 1.164 pobles i ciutats. La població era: 737.685 (1872) 781.129. (1881) 843.496, (1891), 816.504 baixada per la fam de 1899-1900 (1901) 
Administrativament estava dividit en 12 talukes: Baglan, Malegaon, Kalvan, Peint, Dindori, Chandor, Nandgaon, Nasik, Niphad, Yeola, Sinnar i Igatpuri.
Les principals ciutats eren Nasik (capital del districte i d'un tahsil o taluka), Malegaon, Yeola, Igatpuri, Sinnar, Manmad, Nandgaon, Chandor i Trimbak. D'aquestes Nasik, Yeola, Sinnar, Malegaon, Igatpuri i Trimbak són municipalitats. El 93% de la població és hindú, el 5% musulmans i l'1% jainistes. La llengua majoritaria era el marathi. Les castes (i tribus) principals eren bramans, kunbis, kolis, bhils, vanjaris, mails, 
thakurs i varlis.
La taluka de Nasik tenia una superfície de 1.217 km² amb tres ciutats, la principals de les quals Nasik amb 21.490 habitants el 1901; hi havia també 135 pobles. La població el 1901 era de 96.872 (el 1891 era de 103.005).
Amb la independència de l'Índia, l'antic principat de Surgana va esdevenir taluka del districte (1949) i 11 enclavaments de la taluka de Nandgaon foren cedits al districte d'Aurangabad mentre que dos pobles del districte de Surat (Salher i Vaghamba) li foren agregats; altres quatre pobles foren transferits al districte de West Khandesh.
Fins al començament del segle XXI hi va haver 97 col·lectors, sent el primer indi el 36è, Kothawala. El districte tenia 13 talukes o tehsils fins al 26 de juny de 1999 quan se'n van formar dues de noves: Deola (segregada de Malegaon, Kalwan i Baglan) i Trimbakeshwar (segregada de Nashik, Igatpuri i Peint).

## Arqueologia
- Coves budistes de Pandu Lena
- Coves jainistes de Chambhar, Ankai i Tringalvadi (prop d'Igatpuri)
- Temples de Nasik molts del segle XVIII
- Temple de Govindeshwar a Sinnar
- Capella d'Aieshwara a Sinnar
- Temple de Jogeshwar temple a Devalana prop de Baglan
- Monedes de plata dels Sàtrapes Occidentals (trobades el 1906)
- 38 fortaleses, una part als Ghats Occidentals (23, entre els quals Galna Anjaneri, Trimbak, Kulang, Alang i Kalsubai) i un altre a la serralada de Chandor al centre del districte (15 entre els quals Ankai, Chandor i Dhodap). Saptashring o Chatarsingi, muntanya de la serralada de Chandor, no està fortificada perquè està consagrada a la deessa Saptashring